# Ust'-Kulom
Ust'-Kulom (in lingua russa Усть-Кулом) è un villaggio di 5077 abitanti situato in Russia, nella Repubblica dei Komi. È il centro amministrativo del distretto Ust'-Kulomskij.
Si trova sulla riva destra del fiume Vyčegda, 180 km a est di Syktyvkar.